# P35-3
P35-3 – trzeci amerykański satelita pogodowy tajnej serii Program 35, poprzednika programu DMSP.

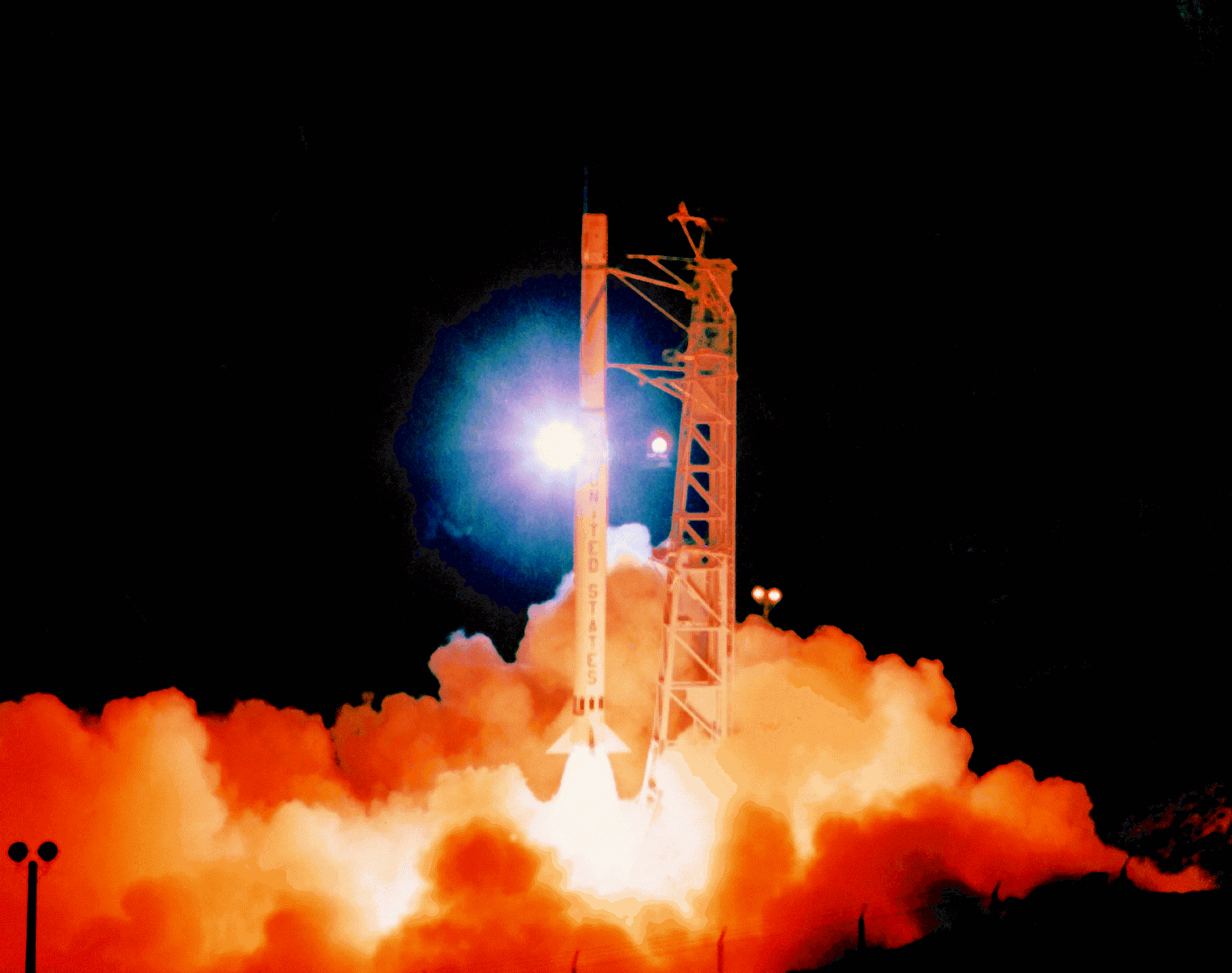
Rakieta Scout X-3M z satelitą P35-3 na pokładzie

Statek krążył po orbicie synchronicznej ze Słońcem. Był stabilizowany obrotowo (12 obr./min.).
Na pokładzie statku znajdował się system zobrazowania sytuacji meteorologicznej w postaci kamery telewizyjnej typu Vidicon (ogniskowa 12,5 mm, rozdzielczość 5,5-7,5 km) i radiometru podczerwonego do pomiaru zawartości pary wodnej w atmosferze.
Główna stacja odbioru danych znajdowała się w pobliżu bazy sił powietrznych Loring. Dane były opracowywane przez Air Weather Service's Air Force Global Weather Central w bazie sił powietrznych Offut AFB, w stanie Nebraska.